# 吉谷やしよ
吉谷 やしよ（よしや やしよ、7月23日 - ）は、日本の漫画家。男性。主に4コマ漫画を執筆している。

## 概要
2002年、芳文社『まんがタイムきらら』Vol.6に掲載された『ハイリスクみらくる』が初の連載作品となる。以降、芳文社の4コマ誌などで作品を発表していた。
『ハイリスクみらくる』は『まんがタイムきらら』2004年10月号に掲載された作品のうちの1つが、集英社『週刊ヤングジャンプ』に連載されていた竹田エリの『私立T女子学園』のうち1本の作品とセリフやシチュエーションが酷似しているとの指摘があり、同号をもって打ち切られた。また、『まんがタイムきららキャラット』掲載分も同時に打ち切られた。『まんがタイムきらら』の翌11月号には謝罪文が掲載されていた。ただし、本人および編集部は謝罪文の中では、盗作とは明言していない。
作風としては『あねちっくセンセーション』や『くろがねカチューシャ』、『ゆたんぽのとなり』などに代表されるように丸顔で目の大きな萌えを意識した絵柄で基本的にはドタバタ劇のような作品がメインではあるが、それとは対称に所々少々過激ともとれる描写などもある。

## 連載が終了した作品リスト
- ハイリスクみらくる（まんがタイムきらら Vol.6 - 2004年10月号、まんがタイムきららキャラット Vol.3 - Vol.7まで（芳文社））単行本1巻
- あねちっくセンセーション（まんがタイムきらら 2005年2月 - 2008年6月（芳文社））単行本全3巻
- くろがねカチューシャ（まんがタイムきららフォワード  - 2008年（芳文社））単行本全2巻
  1. ISBN 9784832276970 2008年4月
  2. ISBN 9784832277779 2009年2月
- ゆたんぽのとなり（まんがタイムスペシャル 2007年2月号 - 4月号ゲスト・2007年8月号 - 2010年1月号（芳文社））単行本未収録
- レッケン!（月刊少年マガジン 2011年6月号 - 2015年5月号（講談社））単行本全3巻